# 주 부지사
주 부지사(deputy lieutenant)는 영국에서 크라운 임명 지위이다.
잉글랜드의 전례주, 웨일스의 보존 카운티(preserved county), 스코틀랜드의 통감임명 지역(lieutenancy area), 북아일랜드의 주급 자치구나 카운티 등의 통감임명 지역의 여러 부관 중 하나이다. 아일랜드 자유국이 창설되기 전에는 모든 아일랜드 카운티에 주 부지사가 있었다.
공식적인 스타일에서는 주 부지사의 성 및 기타 후칭 뒤에 후칭 문자 DL을 추가할 수 있다. (예: 존 브라운, CBE, DL.)